# Artefacto cultural

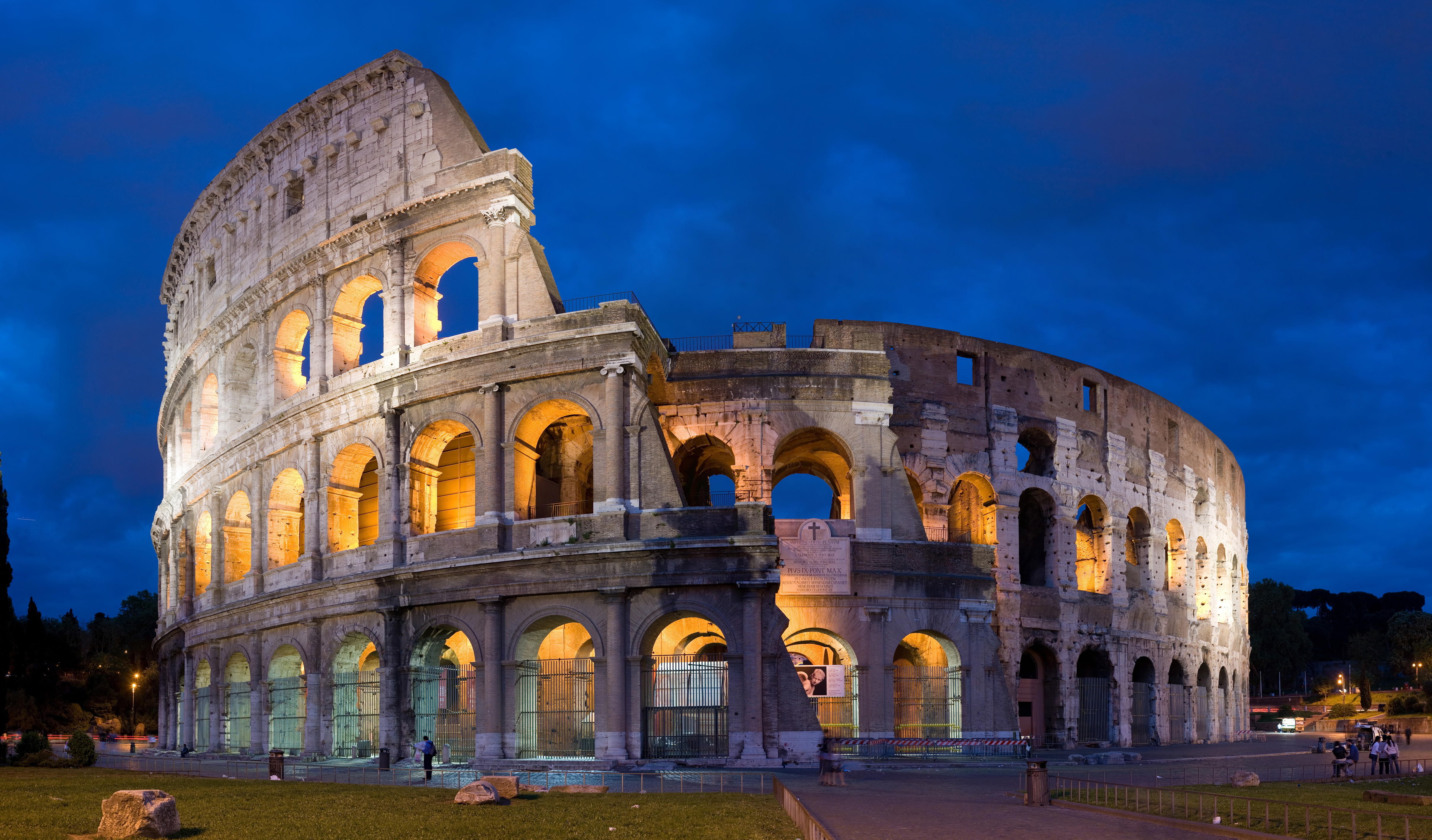
El Coliseo de Roma es Considerado como un Artefacto Cultural Histórico

Un artefacto cultural designa cualquier objeto creado por el ser humano y que proporciona información sobre la cultura en la que se ha creado. Cubre no solo los objetos materiales sino también las instituciones, rituales, o el propio lenguaje humano, etc., en tanto que son manifestación de la actividad humana creativa. Es un término especialmente frecuente dentro de las Ciencias Sociales, y especialmente la Antropología la Etnología y la Sociología.
El filósofo Marx W. Wartofsky (1928–1997) subcategoriza de la siguiente manera los distintos tipos de artefactos culturales:
- artefactos primarios: usados para crear otros artefactos (como un martillo, una cámara de fotos, una lámpara o un ordenador);
- artefactos secundarios: representaciones de los artefactos primarios y modos de acción de los mismos (recetas, creencias, normas);
- artefactos terciarios: los que crean un mundo intelectual relativamente autónomo (como las obras de arte).